# Мария Евфразия
Мари́я Евфра́зия (Евфра́сия), мирское имя — Роз-Виржини́ Пеллетье́ (фр. Marie-Euphrasie, Rose-Virginie Pelletier, 31 июля 1796[…], Нуармутье — 29 апреля 1868, Анже) — католическая святая, монахиня, основательница женской монашеской конгрегации «Сёстры Пресвятой Девы Марии Милосердия Доброго Пастыря».

## Биография
Родилась в семье врача. 20 октября 1814 года Роз-Виржин Пеллетьер поступила послушницей в монастырь женской монашеской конгрегации Пресвятой Девы Марии Милосердного Утешения. 9 сентября 1817 года она приняла монашеские обеты, взяв себе имя Мария Евфразия. 26 мая 1825 года, несмотря на свой довольно молодой возраст, она была назначена настоятельницей монастыря. Мария Евфразия хотела заниматься миссионерской деятельностью среди проституток, чему мешала строгая затворническая жизнь в монастыре и поэтому она решила основать отдельную конгрегацию, которая соединяла бы себе созерцательную и деятельную жизнь. 31 июля 1829 года она переехала в Анже, где основала монастырь Святого Пастыря и стала заниматься задуманной деятельностью. В 1831 году Мария евфразия была избрана настоятельницей этого монастыря. Деятельность Марии Евфразии была поддержана епископом епархии Анже Шарлем Монто. 3 апреля 1835 года Римский папа Григорий XVI утвердил Устав конгрегации, предоставив Марии Евфразии право заниматься основанием новой женской монашеский конгрегации под названием «Сёстры Пресвятой Девы Марии Милосердия Доброго Пастыря».
До самой своей смерти 24 апреля 1868 года Мария Евфразия была генеральной настоятельницей конгрегации. Была похоронена на территории главного монастыря конгрегации в Анже. После её смерти конгрегация насчитывала около 3 тысяч монахинь, которые проживали в 110 монашеских домах.

## Прославление
30 апреля 1933 года римский папа Пий XII причислил Марию Евфразию к лику блаженных, а 2 мая 1940 года — к лику святых.
День памяти — 24 апреля.